# ATP de Roma
O ATP de Roma (também conhecido como Internazionali BNL d'Italia, para fins de patrocínio), é um torneio profissional de tênis masculino disputado em quadra de saibro no Foro Italico, em Roma, na Itália.
Anteriormente, o evento era conhecido como Italian Open. Começou a ser disputado em 1930, em Milão, até 1935. A partir do ano seguinte, Roma tornou-se sede. Não aconteceu entre 1936 e 1949, voltando em 1950. Sua era aberta começou em 1969.
O torneio faz parte do ATP Masters 1000. Quem detém o recorde de títulos em simples é o espanhol Rafael Nadal, que venceu o torneio dez vezes (2005, 2006, 2007, 2009, 2010, 2012, 2013, 2018, 2019 e 2021).
O tenista brasileiro Gustavo Kuerten foi campeão do ATP de Roma em 1999, e vice-campeão em 2000 e 2001.
O ATP de Roma paga uma premiação relevante para os vencedores. No total, a premiação de 2024 é de US$ 8,3 milhões, com o vencedor levando US$ 1,033 milhão.

## Finais

### Simples
| Ano                                     | Campeão             | Vice-campeão           | Resultado                  |
| --------------------------------------- | ------------------- | ---------------------- | -------------------------- |
| 2025                                    | Carlos Alcaraz      | Jannik Sinner          | 7-6⁵, 6–1                  |
| 2024                                    | Alexander Zverev    | Nicolás Jarry          | 6–4, 7–5                   |
| 2023                                    | Daniil Medvedev     | Holger Rune            | 7–5, 7–5                   |
| 2022                                    | Novak Djokovic      | Stefanos Tsitsipas     | 6–0, 7–65                  |
| 2021                                    | Rafael Nadal        | Novak Djokovic         | 7–5, 1–6, 6–3              |
| 2020                                    | Novak Djokovic      | Diego Schwartzman      | 7–5, 6–3                   |
| 2019                                    | Rafael Nadal        | Novak Djokovic         | 6–0, 4–6, 6–1              |
| 2018                                    | Rafael Nadal        | Alexander Zverev       | 6–1, 1–6, 6–3              |
| 2017                                    | Alexander Zverev    | Novak Djokovic         | 6–4, 6–3                   |
| 2016                                    | Andy Murray         | Novak Djokovic         | 6–3, 6–3                   |
| 2015                                    | Novak Djokovic      | Roger Federer          | 6–4, 6–3                   |
| 2014                                    | Novak Djokovic      | Rafael Nadal           | 4–6, 6–3, 6–3              |
| 2013                                    | Rafael Nadal        | Roger Federer          | 6–1, 6–3                   |
| 2012                                    | Rafael Nadal        | Novak Djokovic         | 7–5, 6–3                   |
| 2011                                    | Novak Đjoković      | Rafael Nadal           | 6–4, 6–4                   |
| 2010                                    | Rafael Nadal        | David Ferrer           | 7–5, 6–2                   |
| 2009                                    | Rafael Nadal        | Novak Djokovic         | 7–62, 6–2                  |
| 2008                                    | Novak Djokovic      | Stanislas Wawrinka     | 4–6, 6–3, 6–3              |
| 2007                                    | Rafael Nadal        | Fernando González      | 6–2, 6–2                   |
| 2006                                    | Rafael Nadal        | Roger Federer          | 06–7, 7–65, 6–4, 2–6, 7–65 |
| 2005                                    | Rafael Nadal        | Guillermo Coria        | 6–4, 3–6, 6–3, 4–6, 7–6    |
| 2004                                    | Carlos Moyà         | David Nalbandian       | 6–3, 6–3, 6–1              |
| 2003                                    | Felix Mantilla      | Roger Federer          | 7–5, 6–2, 7–68             |
| 2002                                    | Andre Agassi        | Tommy Haas             | 6–3, 6–3, 6–0              |
| 2001                                    | Juan Carlos Ferrero | Gustavo Kuerten        | 3–6, 6–1, 2–6, 6–4, 6–2    |
| 2000                                    | Magnus Norman       | Gustavo Kuerten        | 6–3, 4–6, 6–4, 6–4         |
| 1999                                    | Gustavo Kuerten     | Patrick Rafter         | 6–4, 7–5, 7–6              |
| 1998                                    | Marcelo Ríos        | Albert Costa           | w.o.                       |
| 1997                                    | Alex Corretja       | Marcelo Ríos           | 7–5, 7–5, 6–3              |
| 1996                                    | Thomas Muster       | Richard Krajicek       | 6–2, 6–4, 3–6, 6–3         |
| 1995                                    | Thomas Muster       | Sergi Bruguera         | 3–6, 7–6, 6–2, 6–3         |
| 1994                                    | Pete Sampras        | Boris Becker           | 6–1, 6–2, 6–2              |
| 1993                                    | Jim Courier         | Goran Ivanišević       | 6–1, 6–2, 6–2              |
| 1992                                    | Jim Courier         | Carlos Costa           | 7–6, 6–0, 6–4              |
| 1991                                    | Emilio Sánchez      | Alberto Mancini        | 6–3, 6–1, 3–2, ab.         |
| 1990                                    | Thomas Muster       | Andrei Chesnokov       | 6–1, 6–3, 6–1              |
| 1989                                    | Alberto Mancini     | Andre Agassi           | 6–3, 4–6, 2–6, 7–6, 6–1    |
| 1988                                    | Ivan Lendl          | Guillermo Perez-Roldan | 2–6, 6–4, 6–2, 4–6, 6–4    |
| 1987                                    | Mats Wilander       | Martin Jaite           | 6–3, 6–4, 6–4              |
| 1986                                    | Ivan Lendl          | Emilio Sánchez         | 7–5, 4–6, 6–1, 6–1         |
| 1985                                    | Yannick Noah        | Miloslav Mečíř         | 6–3, 3–6, 6–2, 7–6         |
| 1984                                    | Andres Gomez        | Aaron Krickstein       | 2–6, 6–1, 6–2, 6–2         |
| 1983                                    | Jimmy Arias         | José Higueras          | 6–2, 6–7, 6–1, 6–4         |
| 1982                                    | Andres Gomez        | Eliot Teltscher        | 6–2, 6–3, 6–2              |
| 1981                                    | José Luis Clerc     | Victor Pecci           | 6–3, 6–4, 6–2              |
| 1980                                    | Guillermo Vilas     | Yannick Noah           | 6–0, 6–4, 6–4              |
| 1979                                    | Vitas Gerulaitis    | Guillermo Vilas        | 6–7, 7–6, 6–7, 6–4, 6–2    |
| 1978                                    | Björn Borg          | Adriano Panatta        | 1–6, 6–3, 6–1, 4–6, 6–3    |
| 1977                                    | Vitas Gerulaitis    | Antonio Zugarelli      | 6–2, 7–6, 3–6, 7–6         |
| 1976                                    | Adriano Panatta     | Guillermo Vilas        | 2–6, 7–6, 6–2, 7–6         |
| 1975                                    | Raul Ramirez        | Manuel Orantes         | 7–6, 7–5, 7–5              |
| 1974                                    | Björn Borg          | Ilie Năstase           | 6–3, 6–4, 6–2              |
| 1973                                    | Ilie Năstase        | Manuel Orantes         | 6–1, 6–1, 6–1              |
| 1972                                    | Manuel Orantes      | Jan Kodeš              | 4–6, 6–1, 7–5, 6–2         |
| 1971                                    | Rod Laver           | Jan Kodeš              | 7–5, 6–3, 6–3              |
| 1970                                    | John Newcombe       | Tony Roche             | 6–3, 4–6, 6–2, 5–7, 6–3    |
| 1969                                    | Tom Okker           | Bob Hewitt             | 10–8, 6–8, 6–1, 1–6, 6–0   |
| 1968                                    | Marty Mulligan      | Tony Roche             | 6–3, 0–6, 6–4, 6–1         |
| 1967                                    | Tony Roche          | Nicola Pietrangeli     | 11–9, 6–1, 6–3             |
| 1966                                    | Marty Mulligan      | Manuel Santana         | 1–6, 6–4, 6–3, 6–1         |
| 1965                                    | Jan-Erik Lundquist  | Fred Stolle            | 1–6, 7–5, 6–3, 6–1         |
| 1964                                    | Marty Mulligan      | Boro Jovanovic         | 6–2, 4–6, 6–3, 8–6         |
| 1963                                    | Rod Laver           | Roy Emerson            | 6–2, 1–6, 3–6, 6–3, 6–1    |
| 1962                                    | Nicola Pietrangeli  | Rod Laver              | 6–8, 6–1, 6–1, 6–2         |
| 1961                                    | Barry MacKay        | Luis Ayala             | 7–5, 7–5, 0–6, 0–6, 6–1    |
| 1960                                    | Luis Ayala          | Neale Fraser           | 6–3, 3–6, 6–3, 6–3         |
| 1959                                    | Mervyn Rose         | Nicola Pietrangeli     | 5–7, 8–6, 6–4, 1–6, 6–2    |
| 1958                                    | Nicola Pietrangeli  | Giuseppe Merlo         | 8–6, 6–2, 6–4              |
| 1957                                    | Lew Hoad            | Sven Davidson          | 7–5, 6–2, 6–0              |
| 1956                                    | Fausto Gardini      | Giuseppe Merlo         | 1–6, 6–1, 3–6, 6–6, ab.    |
| 1955                                    | Budge Patty         | Enrique Morea          | 11–9, 6–4, 6–4             |
| 1954                                    | Jaroslav Drobny     | Lew Hoad               | 6–2, 6–1, 6–2              |
| 1953                                    | Frank Sedgman       | Jaroslav Drobny        | 7–5, 6–3, 1–6, 6–4         |
| 1952                                    | Jaroslav Drobny     | Gianni Cucelli         | 6–1, 10–8, 6–0             |
| 1951                                    | Jaroslav Drobny     | William Talbert        | 6–4, 6–3, 7–9, 6–2         |
| Torneio não realizado entre 1949 e 1936 |                     |                        |                            |
| 1935                                    | Wilmer Hines        | Giovanni Palmieri      | 6–3, 10–8, 9–7             |
| 1934                                    | Giovanni Palmieri   | Giorgio de' Stefani    | 6–3, 6–0, 7–5              |
| 1933                                    | Emanuele Sertorio   | Martin Legeay          | 6–3, 6–1, 6–3              |
| 1932                                    | André Merlin        | George Hughes          | 6–1, 5–7, 6–0, 8–6         |
| 1931                                    | George Hughes       | Henri Cochet           | 6–4, 6–3, 6–2              |
| 1930                                    | Bill Tilden         | Uberto de Morpurgo     | 6–1, 6–1, 6–2              |

### Duplas
| Ano                                     | Campeões                            | Vice-campeões                       | Resultado                    |
| --------------------------------------- | ----------------------------------- | ----------------------------------- | ---------------------------- |
| 2024                                    | Marcel Granollers Horacio Zeballos  | Marcelo Arévalo Mate Pavić          | 6–2, 6–1                     |
| 2023                                    | Hugo Nys Jan Zieliński              | Robin Haase Botic van de Zandschulp | 7–5, 6–1                     |
| 2022                                    | Nikola Mektić Mate Pavić            | John Isner Diego Schwartzman        | 6–2, 66–7, [12–10]           |
| 2021                                    | Nikola Mektić Mate Pavić            | Rajeev Ram Joe Salisbury            | 6–4, 7–64                    |
| 2020                                    | Marcel Granollers Horacio Zeballos  | Jérémy Chardy Fabrice Martin        | 6–4, 5–7, [10–8]             |
| 2019                                    | Juan Sebastián Cabal Robert Farah   | Raven Klaasen Michael Venus         | 6–1, 6–3                     |
| 2018                                    | Juan Sebastián Cabal Robert Farah   | Pablo Carreño Busta João Sousa      | 3–6, 6–4, [10–4]             |
| 2017                                    | Pierre-Hugues Herbert Nicolas Mahut | Ivan Dodig Marcel Granollers        | 4–6, 6–4, [10–3]             |
| 2016                                    | Bob Bryan Mike Bryan                | Vasek Pospisil Jack Sock            | 2–6, 6–3, [10–7]             |
| 2015                                    | David Marrero Pablo Cuevas          | Marcel Granollers Marc López        | 6–4, 7–5                     |
| 2014                                    | Daniel Nestor Nenad Zimonjić        | Robin Haase Feliciano López         | 6–4, 7–62                    |
| 2013                                    | Bob Bryan Mike Bryan                | Mahesh Bhupathi Rohan Bopanna       | 6–2, 6–3                     |
| 2012                                    | Marcel Granollers Marc López        | Łukasz Kubot Janko Tipsarević       | 6–3, 6–2                     |
| 2011                                    | John Isner Sam Querrey              | Mardy Fish Andy Roddick             | w.o.                         |
| 2010                                    | Bob Bryan Mike Bryan                | John Isner Sam Querrey              | 6–2, 6–3                     |
| 2009                                    | Daniel Nestor Nenad Zimonjić        | Bob Bryan Mike Bryan                | 7–65, 6–3                    |
| 2008                                    | Bob Bryan Mike Bryan                | Daniel Nestor Nenad Zimonjić        | 3–6, 6–4, [10–8]             |
| 2007                                    | Fabrice Santoro Nenad Zimonjić      | Bob Bryan Mike Bryan                | 6–4, 46–7, [10–7]            |
| 2006                                    | Mark Knowles Daniel Nestor          | Jonathan Erlich Andy Ram            | 4–6, 6–4, [10–6]             |
| 2005                                    | Michaël Llodra Fabrice Santoro      | Bob Bryan Mike Bryan                | 7–5, 6–4                     |
| 2004                                    | Mahesh Bhupathi Max Mirnyi          | Wayne Arthurs Paul Hanley           | 1–6, 6–4, 7–61               |
| 2003                                    | Wayne Arthurs Paul Hanley           | Michaël Llodra Fabrice Santoro      | 7–5, 7–65                    |
| 2002                                    | Martin Damm Cyril Suk               | Wayne Black Kevin Ullyett           | 7–5, 7–5                     |
| 2001                                    | Wayne Ferreira Yevgeny Kafelnikov   | Daniel Nestor Sandon Stolle         | 6–4, 7–66                    |
| 2000                                    | Martin Damm Dominik Hrbatý          | Wayne Ferreira Yevgeny Kafelnikov   | 6–4, 4–6, 6–3                |
| 1999                                    | Ellis Ferreira Rick Leach           | David Adams John-Laffnie De Jager   | 6–7, 6–1, 6–2                |
| 1998                                    | Mahesh Bhupathi Leander Paes        | Ellis Ferreira Rick Leach           | 6–4, 4–6, 7–6                |
| 1997                                    | Mark Knowles Daniel Nestor          | Byron Black Alex O'Brien            | 6–3, 4–6, 7–5                |
| 1996                                    | Byron Black Grant Connell           | Libor Pimek Byron Talbot            | 6–2, 6–3                     |
| 1995                                    | Cyril Suk Daniel Vacek              | Jan Apell Jonas Björkman            | 6–3, 6–4                     |
| 1994                                    | Yevgeny Kafelnikov David Rikl       | Wayne Ferreira Javier Sánchez       | 6–1, 7–5                     |
| 1993                                    | Jacco Eltingh Paul Haarhuis         | Wayne Ferreira Mark Kratzmann       | 6–4, 7–6                     |
| 1992                                    | Jakob Hlasek Marc Rosset            | Wayne Ferreira Mark Kratzmann       | 6–4, 3–6, 6–1                |
| 1991                                    | Omar Camporese Goran Ivanišević     | Luke Jensen Laurie Warder           | 6–2, 6–3                     |
| 1990                                    | Sergio Casal Emilio Sánchez         | Jim Courier Martin Davis            | 7–6, 7–5                     |
| 1989                                    | Jim Courier Pete Sampras            | Danilo Marcelino Mauro Menezes      | 6–4, 6–3                     |
| 1988                                    | Jorge Lozano Todd Witsken           | Anders Järryd Tomáš Šmíd            | 6–3, 6–3                     |
| 1987                                    | Guy Forget Yannick Noah             | Miloslav Mečíř Tomáš Šmíd           | 6–2, 6–7, 6–3                |
| 1986                                    | Guy Forget Yannick Noah             | Mark Edmondson Sherwood Stewart     | 7–6, 6–2                     |
| 1985                                    | Anders Järryd Mats Wilander         | Ken Flach Robert Seguso             | 4–6, 6–3, 6–2                |
| 1984                                    | Ken Flach Robert Seguso             | John Alexander Mike Leach           | 3–6, 6–3, 6–4                |
| 1983                                    | Francisco González Víctor Pecci     | Jan Gunnarsson Mike Leach           | 6–4, 6–2                     |
| 1982                                    | Heinz Günthardt Balázs Taróczy      | Wojtek Fibak John Fitzgerald        | 6–4, 4–6, 6–3                |
| 1981                                    | Hans Gildemeister Andrés Gómez      | Bruce Manson Tomáš Šmíd             | 7–5, 6–2                     |
| 1980                                    | Mark Edmondson Kim Warwick          | Balázs Taróczy Eliot Teltscher      | 7–6, 7–6                     |
| 1979                                    | Peter Fleming Tomáš Šmíd            | José Luis Clerc Ilie Năstase        | 4–6, 6–1, 7–5                |
| 1978                                    | Victor Pecci Belus Prajoux          | Jan Kodeš Tomáš Šmíd                | 6–7, 7–6, 6–1                |
| 1977                                    | Brian Gottfried Raúl Ramírez        | Fred McNair Sherwood Stewart        | 6–7, 7–6, 7–5                |
| 1976                                    | Brian Gottfried Raúl Ramírez        | Geoff Masters John Newcombe         | 7–6, 5–7, 6–3, 3–6, 6–3      |
| 1975                                    | Brian Gottfried Raúl Ramírez        | Jimmy Connors Ilie Năstase          | 6–4, 7–6, 2–6, 6–1           |
| 1974                                    | Brian Gottfried Raúl Ramírez        | Juan Gisbert Ilie Năstase           | 6–3, 6–2, 6–3                |
| 1973                                    | John Newcombe Tom Okker             | Ross Case Geoff Masters             | 6–2, 6–3, 6–4                |
| 1972                                    | Ilie Năstase Ion Ţiriac             | Lew Hoad Frew McMillan              | 3–6, 3–6, 6–4, 6–3, 5–3, ab. |
| 1971                                    | John Newcombe Tony Roche            | Andrés Gimeno Roger Taylor          | 6–4, 6–4                     |
| 1970                                    | Ilie Năstase Ion Ţiriac             | William Bowrey Owen Davidson        | 0–6, 10–8, 6–3, 6–8, 6–1     |
| 1969                                    | John Newcombe Tony Roche            | Tom Okker Marty Riessen             | 6–4, 1–6, ab.                |
| 1968                                    | Tom Okker Marty Riessen             | Nicholas Kalogeropoulos Allan Stone | 6–3, 6–4, 6–2                |
| 1967                                    | Bob Hewitt Frew McMillan            | Bill Bowrey Owen Davidson           | 6–3, 2–6, 6–3, 9–7           |
| 1966                                    | Roy Emerson Fred Stolle             | Nicola Pietrangeli Cliff Drysdale   | 6–4, 12–10, 6–3              |
| 1965                                    | Tony Roche John Newcombe            | Ronald Barnes Thomas Koch           | 1–6, 6–4, 2–6, 12–10, ab.    |
| 1964                                    | Bob Hewitt Neale Fraser             | Tony Roche John Newcombe            | 7–5, 6–3, 3–6, 7–5           |
| 1963                                    | Bob Hewitt Neale Fraser             | Nicola Petrangeli Orlando Sirola    | 6–3, 6–3, 6–1                |
| 1962                                    | Roy Emerson Neale Fraser            | Ken Fletcher John Newcombe          | 6–2, 6–4, 11–9               |
| 1961                                    | Roy Emerson Neale Fraser            | Nicola Petrangeli Orlando Sirola    | 6–2, 6–4, 11–9               |
| 1960                                    | Nicola Petrangeli Orlando Sirola    | Roy Emerson Neale Fraser            | 3–6, 7–5, 2–6, 11–11, ab.    |
| 1959                                    | Roy Emerson Neale Fraser            | Nicola Petrangeli Orlando Sirola    | 8–6, 6–4, 6–4                |
| 1958                                    | Antal Jancso Kurt Nielsen           | Luis Ayala Don Candy                | 8–10, 6–3, 6–2, 1–6, 9–7     |
| 1957                                    | Neale Fraser Lew Hoad               | Nicola Petrangeli Orlando Sirola    | 6–1, 6–8, 6–0, 6–2           |
| 1956                                    | Jaroslav Drobný Lew Hoad            | Nicola Petrangeli Orlando Sirola    | 11–9, 6–2, 6–3               |
| 1955                                    | Arthur Larsen Enrique Morea         | Nicola Petrangeli Orlando Sirola    | 6–1, 6–4, 4–6, 7–5           |
| 1954                                    | Jaroslav Drobný Enrique Morea       | Tony Trabert Vic Seixas             | 6–4, 0–6, 3–6, 6–3, 6–4      |
| 1953                                    | Lew Hoad Ken Rosewall               | Jaroslav Drobný Budge Patty         | 6–2, 6–4, 6–2                |
| 1952                                    | Jaroslav Drobný Frank Sedgman       | Giovanni Cucelli Marcello Del Bello | 3–6, 7–5, 3–6, 6–3, 6–2      |
| 1951                                    | Jaroslav Drobný Frank Sedgman       | Giovanni Cucelli Marcello Del Bello | 6–2, 7–9, 6–1, 6–3           |
| 1950                                    | Bill Talbert Tony Trabert           | Budge Patty Bill Sidwell            | 6–3, 6–1, 4–6, ab.           |
| Torneio não realizado entre 1949 e 1936 |                                     |                                     |                              |
| 1935                                    | Jack Crawford Vivian McGrath        | Jean Borotra Jacques Brugnon        | 4–6, 4–6, 6–4, 6–2, 6–2      |
| 1934                                    | Giovanni Palmieri Georges Rogers    | Patrick Hughes Giorgio De Stefani   | 3–6, 6–4, 9–7, 0–6, 6–2      |
| 1933                                    | J.Leseur Martin Legeay              | Giovanni Palmieri Emanuele Sertorio | 6–2, 6–4, 6–2                |
| 1932                                    | Giorgio De Stefani Patrick Hughes   | J.Bonte André Merlin                | 6–2, 6–2, 6–4                |
| 1931                                    | Alberto Del Bono Patrick Hughes     | Henri Cochet André Merlin           | 3–6, 8–6, 4–6, 6–4, 6–3      |
| 1930                                    | Wilbur Coen Bill Tilden             | Umberto de Morpurgo Placido Gaslini | 6–0, 6–3, 6–3                |